# Gabriella Tucci
Gabriella Tucci (Roma (Laci), 4 d'agost, 1929 - Idem. 9 de juliol, 2020) va ser una soprano italiana. Es va formar al Conservatori de Santa Cecilia amb Leonardo Filoni (que després esdevingué el seu marit), debutant a Spoleto el 1951 amb el Teatro lirico sperimentale a La forza del destino, al costat de Beniamino Gigli.
Després d'uns anys d'"aprenentatge", l'any 1959 va debutar al Teatro alla Scala de Milà com Mimì a La bohème i als Estats Units a l'Òpera de San Francisco. L'any següent va debutar a la Royal Opera House de Londres amb Aida i va debutar a la Metropolitan Opera (Met) de Madame Butterfly. Va cantar en 259 actuacions al Met.
Va actuar regularment als principals teatres nord-americans fins al 1972 en nombrosos papers (Euridice, Marguerite, Leonora de Il trovatore i La forza del destino, Violetta, Aida, Desdèmona, Alice i altres), a més de tornar periòdicament a Itàlia (La Scala, Roma), Verona, Florència) i apareixen també a Viena, Berlín, Moscou, Tòquio, Buenos Aires.
Va ser una cantant-actriu polifacètica, capaç d'abordar un ampli ventall de papers, des del bel canto fins al verisme, com Elvira a I puritani, Gilda a Rigoletto, Violetta a La traviata, Maddalena a Andrea Chénier, Tosca.

## Repertori
| Rol                     | Títol                               | Autor           |
| ----------------------- | ----------------------------------- | --------------- |
| Elvira                  | I puritani                          | Bellini         |
| Micaëla                 | Carmen                              | Bizet           |
| Elena                   | A Midsummer Night's Dream           | Britten         |
| Glauce                  | Médée                               | Cherubini       |
| Eleonora                | Il furioso all'isola di San Domingo | Donizetti       |
| Maddalena di Coigny     | Andrea Chénier                      | Giordano        |
| Euridice                | Orfeo ed Euridice                   | Gluck           |
| Margherita              | Faust                               | Gounod          |
| Nedda                   | Pagliacci                           | Leoncavallo     |
| Donna Elvira            | Don Giovanni                        | Mozart          |
| Didone                  | Dido                                | Piccinni        |
| Mariola                 | Lo straniero                        | Pizzetti        |
| Bianca de la Force      | Dialogues des Carmélites            | Poulenc         |
| Mimì                    | La bohème                           | Puccini         |
| Floria Tosca            | Tosca                               | Puccini         |
| Cio-Cio-San             | Madame Butterfly                    | Puccini         |
| Liù                     | Turandot                            | Puccini         |
| Kupava                  | Snegúrotxka                         | Rimski-Kórsakov |
| Anaide                  | Mosè e Faraone                      | Rossini         |
| Anna                    | Nabucco                             | Verdi           |
| Medora                  | Il corsaro                          | Verdi           |
| Luisa Miller            | Luisa Miller                        | Verdi           |
| Gilda                   | Rigoletto                           | Verdi           |
| Leonora                 | Il trovatore                        | Verdi           |
| Violetta Valéry         | La traviata                         | Verdi           |
| Maria Grimaldi          | Simon Boccanegra                    | Verdi           |
| Amelia                  | Un ballo in maschera                | Verdi           |
| Donna Leonora di Vargas | La forza del destino                | Verdi           |
| Elisabetta di Valois    | Don Carlo                           | Verdi           |
| Aida                    | Aida                                | Verdi           |
| Desdemona               | Otello                              | Verdi           |
| Mrs Alice Ford          | Falstaff                            | Verdi           |

## Discografia

### Gravats d'estudi
- I pagliacci, amb Mario del Monaco, Cornell MacNeil, Renato Capecchi, Piero De Palma  - Dir. Francesco Molinari Pradelli - Decca 1959
- Il trovatore, amb Franco Corelli, Robert Merrill, Giulietta Simionato, Ferruccio Mazzoli - Dir. Thomas Schippers - EMI 1964

### Enregistraments en directe
- Médée (Glauce), Firenze 1953, amb Maria Callas, Fedora Barbieri, Carlos Guichandut, Mario Petri - Dir. Vittorio Gui ed. Arkadia/Melodram/GOP
- Il furioso all'isola di San Domingo, Siena 1958, amb Nicola Filacuridi, Giuliana Tavolaccini, Ugo Savarese - Dir. Franco Capuana ed. Melodram
- Carmen, Tokyo 1959, amb Giulietta Simionato, Mario Del Monaco, Scipio Colombo - Dir. Nino Verchi ed. Melodram
- Aida, RAI-Roma 1960, amb Gastone Limarilli, Adriana Lazzarini, Giangiacomo Guelfi, Giuseppe Modesti, dir. Arturo Basile ed. Walhall
- Messa di Requiem (Donizetti), Milano-RAI 1961, amb Adriana Lazzarini, Gino Sinimberghi, Philip Maero - Dir. Francesco Molinari Pradelli ed. Memories
- Aida, New York 1962, amb Franco Corelli, Irene Dalis, Cornell MacNeil, Giorgio Tozzi - Dir. George Schick - ed. GOP/Myto
- Madame Butterfly, New York 1962, amb Carlo Bergonzi, Clifford Harvuot - Dir. Fausto Cleva - ed. Myto
- La traviata, New York 1963, amb Barry Morell, Robert Merrill - Dir. Fausto Cleva - ed. Bensar
- Otello, New York 1963, amb James McCracken, Robert Merrill - Dir. Georg Solti - ed. Opera Lovers
- Il trovatore, Mosca 1964, amb Carlo Bergonzi, Piero Cappuccilli, Giulietta Simionato, Ivo Vinco - Dir. Gianandrea Gavazzeni - ed. Nuova Era/Opera D'Oro
- Turandot, Mosca 1964, amb Birgit Nilsson, Bruno Prevedi, Nicola Zaccaria - Dir. Gianandrea Gavazzeni - ed. Melodija/Opera Lovers
- Falstaff, New York 1964, amb Anselmo Colzani, Regina Resnik, Mario Sereni, Luigi Alva, Judith Raskin - Dir. Leonard Bernstein - ed. Opera Lovers
- La forza del destino, New York 1965, amb Franco Corelli, Ettore Bastianini, Giorgio Tozzi - Dir. Nello Santi - ed. Melodram/GOP/Myto
- Il trovatore, New York 1965, amb Bruno Prevedi, Robert Merrill, Biserka Cvejic, Bonaldo Giaiotti - Dir. Georges Prêtre ed. House of Opera
- Tosca, New Orleans 1966, amb Plácido Domingo, Cesare Bardelli - Dir. Knud Anderson ed. Premiere Opera
- Il trovatore, Roma 1967, amb Carlo Bergonzi, Piero Cappuccilli, Fiorenza Cossotto - Dir. Bruno Bartoletti ed. GOP
- Aida, New York 1967, amb Flaviano Labò, Elena Cernei, Sherrill Milnes, Jerome Hines, dir. Thomas Schippers ed. House of Opera
- Messa di Rèquiem (Verdi), New York 1968, amb Janet Baker, Pierre Duval, Martti Talvela - Dir. George Szell ed. Golden Melodram
- Turandot, New York 1968, amb Birgit Nilsson, Sándor Kónya, dir. Zubin Mehta - ed. Opera Lovers
- Simon Boccanegra, New York 1968, amb Cornell MacNeil, Jerome Hines, George Shirley - Dir. Francesco Molinari Pradelli - ed. Opera Lovers
- I puritani, Catania 1968, amb Luciano Pavarotti, Aldo Protti, Ruggero Raimondi- Dir. Argeo Quadri ed. Nota Blu/Butterfly Music
- La bohème, New York 1969, amb Flaviano Labò, William Walker, Jean Fenn, Justino Daiz, dir. Kurt Adler ed. House of Opera
- Aida, Venezia 1970, amb Flaviano Labò, Fiorenza Cossotto, Aldo Protti, Ivo Vinco, dir. Fernando Previtali ed. Mondo Musica
- Mosè (en ital.), Roma 1971, amb Boris Christoff, Franco Tagliavini, Plinio Clabassi, Lino Puglisi, Carlo Franzini - Dir. Bruno Bartoletti ed. GDS
- Andrea Chenier, New York 1971, amb Franco Corelli, Cornell MacNeil, dir. Fausto Cleva ed. Legato
- Don Carlo, New York 1972, amb Franco Corelli, Cesare Siepi, Robert Merrill, Fiorenza Cossotto - dir. Francesco Molinari Pradelli ed. Living Stage

## Vídeo
- Otello, en directe Tòquio 1959, amb Mario Del Monaco, Tito Gobbi - Dir Alberto Erede ed. VAS
- Aida, en directe Tòquio 1961, amb Mario Del Monaco, Giulietta Simionato, Aldo Protti, Paolo Washington - Director Franco Capuana ed. VAS
- Rigoletto, en directe Tòquio 1961, amb Aldo Protti, Gianni Poggi, Paolo Washington, Anna Di Stasio - Director Arturo Basile ed. VAS
- Pagliacci, en directe Tòquio 1961, amb Mario Del Monaco, Aldo Protti, Attilio D'Orazi - Dir. Giuseppe Morelli ed. VAS
- Turandot, amb Birgit Nilsson, Gianfranco Cecchele, Boris Carmeli, dir. Georges Prêtre - DVD Hardy Classic (vídeo RAI 1968)